# Баббар, Пратик
Пратик Баббар (хинди प्रतीक बब्बर; род. 28 ноября 1986 года, Бомбей) — индийский актёр.

## Биография
Пратик родился в городе Бомбей в семье актёра Раджа Баббара и его второй жены, актрисы Смиты Патиль, которая вскоре умерла от осложнении после родов. Пратик вырос здесь же у бабушки по материнской линии. Его мачехой является первая жена его отца, Надира Баббар. Пратик также имеет сводного брата Арью и сестру Джухи, которые тоже стали актёрами.
Пратик начал карьеру как ассистент режиссёра по рекламе Прахлада Каккара. В течение этого времени Баббар снимался в рекламных роликах для нескольких компаний, включая KitKat.
Баббар дебютировал в романтической комедии производства Аамир Хана «Знаешь ли ты…» вместе с Имраном Ханом и Женелией Д’Суза. Фильм имел коммерческий успех, а за роль он получил специальный приз жюри.
Через три года вышли несколько фильмов с его участием: «Дневники Мумбая», который имел коммерческий успех и положительную оценку критиков; Dum Maro Dum с Абхишеком Баччаном в главной роли, также имел коммерческий успех; провалившийся в прокате Aarakshan; имевший коммерческий успех My Friend Pinto, где он сыграл в паре с Калки Кеклен. В 2012 году вышел фильм Ekk Deewana Tha, являвшийся ремейком успешного тамильского фильма, но провалившийся в прокате. Через год вышел ещё один фильм Issaq, где он снялся в паре с дебютанткой Амирой Дастур, но фильм также провалился в прокате. В 2015 году вышел фильм Umrika, в котором он сыграл главную роль и получил положительную оценку зрителей.
В 2018 году вышел фильм Baaghi 2 с Тайгером Шроффом в главной роли, где Пратик впервые в своей карьере сыграл роль антагониста. Фильм, несмотря на негативную оценку критиков, имел коммерческий успех.

## Фильмография
| Год  |   | Русское название        | Оригинальное название  | Роль        |
| ---- | - | ----------------------- | ---------------------- | ----------- |
| 2008 | ф | Знаешь ли ты…           | Jaane Tu… Ya Jaane Na  | Амит        |
| 2011 | ф | Дневники Мумбая         | Dhobi Ghaat            | Мунна́       |
| 2011 | ф | Порочный круг           | Dum Maro Dum           | Лорри       |
| 2011 | ф | Бронирование            | Aarakshan              | Sushant     |
| 2011 | ф | Мой друг Пинто          | My Friend Pinto        | Майкл Пинто |
| 2012 | ф | Этот сумасшедший парень | Ekk Deewana Tha        | Сачин       |
| 2013 | ф | Иссак                   | Issaq                  | Рахул Мишра |
| 2014 | ф |                         | Auroni Taukhon (бенг.) |             |
| 2015 | ф |                         | Umrika                 | Удай        |
| 2018 | ф |                         | Mulq                   |             |
| 2018 | ф | Бунтарь 2               | Baaghi 2               | Санни       |